# 狗蚤
狗蚤（學名：Ctenocephalides canis）是分佈最廣泛、數量最多的一種跳蚤，其身長在1.5-3毫米之間。它以主要宿主為狗而出名，但實際在包括家貓在內的許多哺乳動物身上也可以寄生。它與貓蚤（Ctenophalides felis）同屬，形態也很相似。
除去叮咬貓狗以外，有時也會叮咬人類。即使不進食，狗蚤也可以存活數月之久，但是雌性若要產卵就必須吸食鮮血。根據環境溫度的不同，從產卵到孵化需要二至三週的時間。
與貓蚤的區分辦法之一是看其頭部，狗蚤的頭部前端更圓，後肢胫节有八根而不是六根小剛毛。